# Fullortsborrmaskin

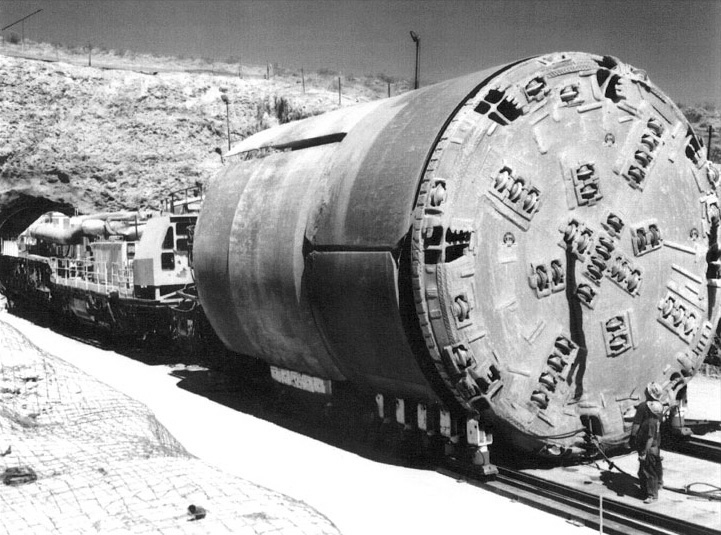
Borrhuvudet till en fullortsborrmaskin.

Fullortsborrmaskin, ofta kallad TBM (förkortning av engelska Tunnel Boring Machine; "Tunnelborrningsmaskin"), är en tunneldrivningsmaskin som genom krossning av berg bygger cirkulär tunnel direkt till slutlig diameter, normalt maximalt 10 meter. Den främsta fördelen med metoden är att tunneln kan drivas utan sprängmedel (mindre vibrationer och skador på berget som minskar behov av tätning).

## Funktionsbeskrivning
Maskinutrustningen vilar på ett antal hydraulmanövrerade "fötter" som gör att hela tunneldrivningsmaskineriet kan förflyttas. Längst fram sitter den roterande borrkronan, som har samma diameter som den slutliga tunnelprofilen. Borrkronan är lagrad i ett borrhuvud med något mindre diameter än själva borrkronan. Maskinens totala längd inklusive manöverutrymmen, serviceutrymmen, transportband för den krossade bergvolymen, järnvägsvagnar för att föra ut bergkrosset ur tunneln och övrig utrustning inne i tunneln kan uppgå till en total längd på över 400 meter. Själva borrdelen med drivmaskineriet är dock betydligt kortare. 

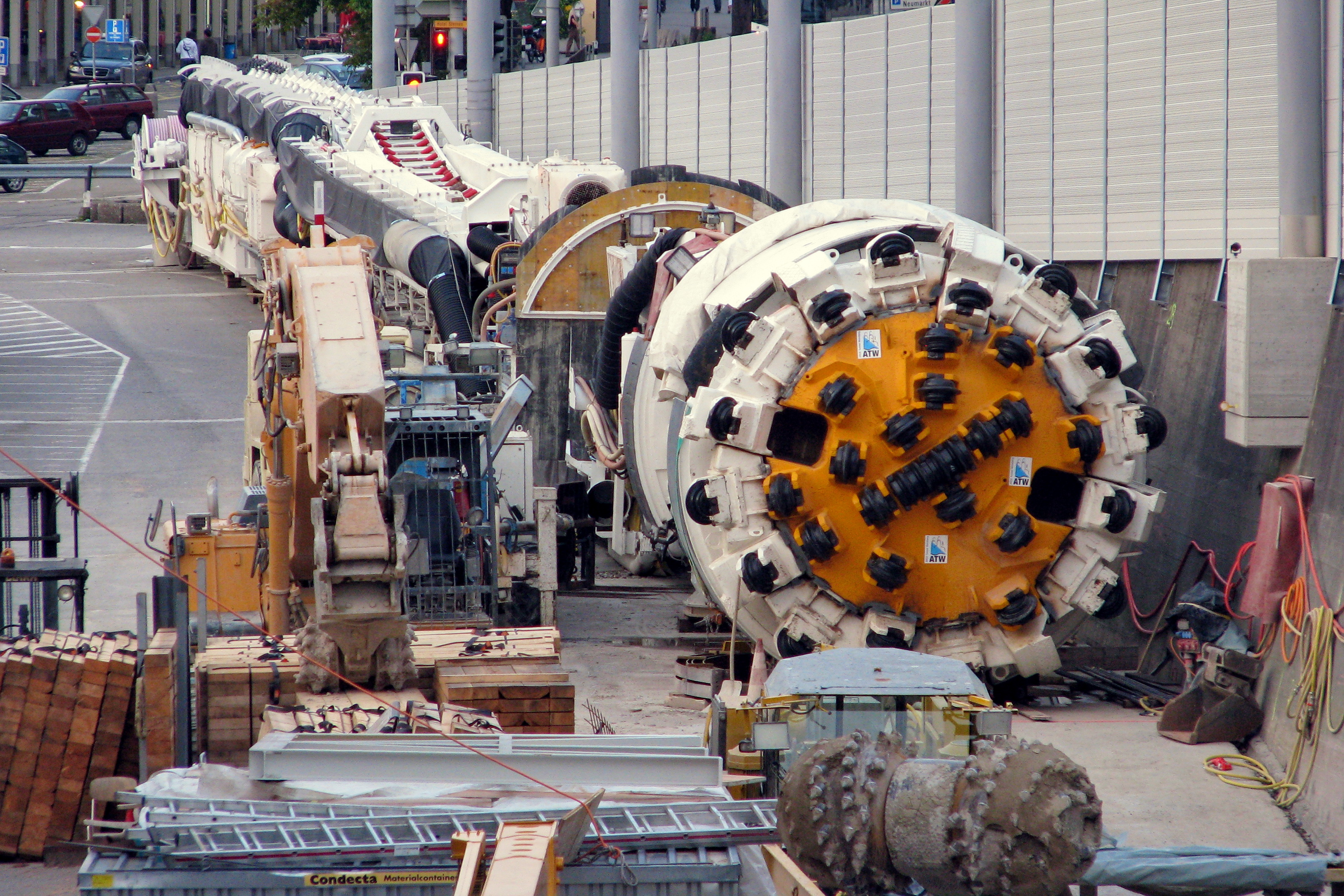
TBM-maskin för Weinbergtunneln, Zürich.

Längst fram på maskinen sitter borrkronan, som är försedd med ett flertal separatlagrade brytskivor (väger cirka 200 kg/st).  med hårdmetallmaterial i periferin, orienterade i grupper på ett speciellt sätt för att åstadkomma mest effektiva krossning av berget. Maskinens främre del som bär upp borrhuvudet spänns fast mot tunnelns sidoväggar med kraftiga hydraulcylindrar som trycker på anliggningsskor som är anpassade efter tunnelväggens krökningsradie.
När tunnelborrmaskinen tryckts fast mot tunnelväggen påbörjas borrningen, som utförs genom att borrhuvudet med borrkronan längst fram på maskinen, trycks framåt med stor kraft mot tunnelfrontens vägg med hjälp av hydraulcindrar med en slaglängd motsvarande den stegvisa borrlängden, vanligtvis en till två meter. Samtidigt roteras borrkronan för att diskarna ska kunna penetrera och krossa bergytan. Resten av maskinen står helt still. Diskarna tvingas därvid att rulla tryckande med stor kraft mot bergväggen. Berget krossas av diskarna i flagor som faller ner nedanför borrhuvudet och förs till maskinens bakre ände via transportband som löper igenom hela maskinen, där det kan lastas på järnvägsvagnar som körs ut ur tunneln. Vid omtag för förnyad borrsekvens körs borrhuvudet bakåt med tryckcylindrarna till sin utgångsposition, fastspänningsanordningarna i sidled lossas, varvid hela borrmaskineriet flyttas framåt motsvarande den stegvisa borrlängden. Borrhuvudet utför på detta sätt en rörelse likt en mask som kryper framåt genom att växelvis förlängas och förkortas i rörelseriktningen. Lite olika metoder finns för fastspänningen av borrhuvudet mot tunnelväggens sidor och omtaget där borrhuvudet inte behöver flyttas bakåt men grundprincipen är alltid att stegvis förlänga och förkorta den främre delen av maskinen genom stegvis borrning av cirka 1 till 2 meter i taget.

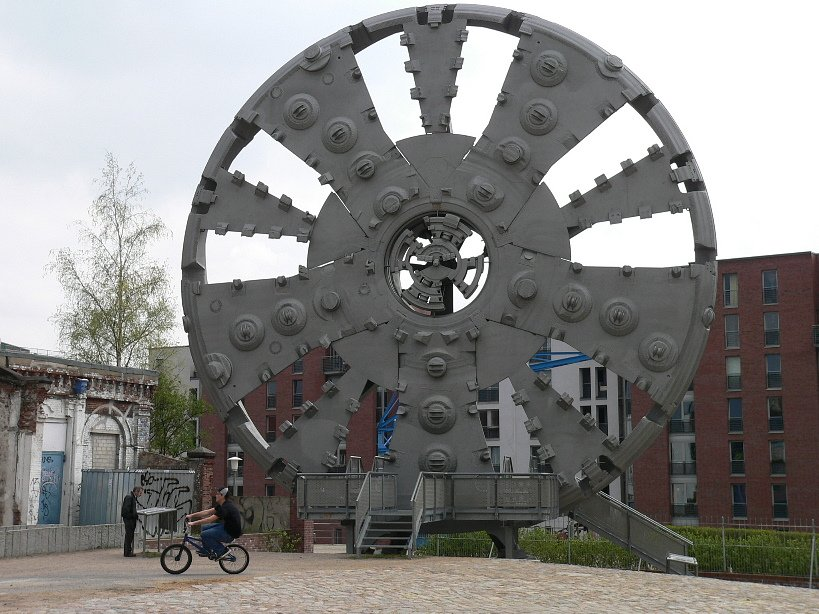
Borrkronan för Nya Elbetunneln, Hamburg.

Vid behov av tätning av grundvattenläckage eller förstärkning av bergformationen kring tunneln vid sprickigt berg för att undvika stora ras, kan maskinerna förses med konventionella borrmaskiner för slående/roterande borrning av 2,5-3 tums borrhål för 3–4 meters borrdjup. Borrning av de mindre hålen utförs i detta fall snett framåt i tunnelriktningen vid sidan av den egentliga tunnelprofilen. Vid tätning injekteras murbruk in i borrhålen, varvid sprickorna fylls igen och vattnet minskar. Vid bergförstärkning förankras bergbultar i hål som håller en viss bergvolym på plats. 
Kontinuerlig borrning av mindre hål vid sidan av tunnelprofilen för tätning mot grundvattenläckage tillhör ett vanligt extra arbetsmoment som kontinuerligt måste utföras vid fullortsborrning av tunnlar vilket tar mycket extra tid. Andra metoder finns också för förstärkning av tunneln vid risk för ras med stål- eller betongsegment formade efter tunnelprofilens innerdiameter som fogas ihop till kompletta ringar tvärs tunnelriktningen. Yttre förstärkning ger en betydligt stabilare och mer kontrollerbar tunnelvägg än vid stabilisering med bergbultar men förbrukar en del av den nominella tunneldiametern varför detta måste tas med i beräkningen vid val av nominell borrdiameter för tunneldrivningen.
Tekniken med fullortsborrmaskin är ursprungligen utvecklad att användas i homogena, lösare bergarter med låg tryckhållfasthet och liten grundvatteninträngning. Metoden ger en helt slät bergvägg med ett minimum av efterarbete. I lösare sprickiga bergformationer där bergväggen inte klarar att uppta erforderliga inspänningskrafter i sidled för borrhuvudet används konventionell tunneldrivning med borrning/sprängning/utlastning av krossat berg.
Tekniken har en begränsad användning i hårda bergarter som exempelvis granit, genom den låga genomsnittliga framdrivningshastigheten i hårda bergarter. Sen tillkommer de tidsödande omtagen för ny borrsekvens, förstärkning av berget samt det stora slitaget på tryckdiskarna på borrkronan som ofta måste bytas, vilket är tidsödande. Tekniken ger dock fördelarna av en helt slät cirkulär tunnelprofil som kräver ett minimum av efterarbeten innan tunneln kan tas i bruk. Avsaknaden av sprängning, som kan generera okontrollerbara sprickzoner i omkringliggande bergmassa, är en annan fördel, samt avsaknaden av markvibrationer i omkringliggande berg.

## Tekniska data
Maskinernas tekniska data varierar starkt beroende på typ av berg och konstrueras ofta skräddarsydda för varje enskilt projekt. För en relativt ordinär maskin med 8 meters borrkrona för en avloppstunnel i USA angavs följande huvuddata:
- Drivning av borrkronan: 8 st elmotorer med växlar som utvecklar totalt 2520 kW (3400 hk) och ett vridmoment på borrkronan på totalt 3 665 kNm, vilket motsvarar momentet från en vikt på 370 kg med 1 km hävarm (hävstång).
- Matningskraft på borrkronan: 111 350 kN (motsvarande 11 350 ton). Kraften motsvarar vikten av 189 fullastade timmerlastbilar med tvåaxligt släp (max tillåten totalvikt i Sverige 60 ton) staplade på varandra på en yta med 8 meter i diameter.

## Vanliga tillämpningar
Den vanligaste användningen av fullortsborrmaskiner är vid anläggning av långa avloppstunnlar för stora vattenflöden med maximalt cirka 6–7 meter i diameter eller vid anläggning av långa vattentunnlar i vattenkraftverk där man önskar få ut en större nivåskillnad mellan vattenmagasinet och vattenturbinerna än vad som kan åstadkommas i närheten av vattenmagasinet, genom att utnyttja terrängens höjdskillnad över ett längre avstånd.
Den första tunnelborrmaskinen använd för påtagligt tunnelbygge tillverkades under andra halvan av 19:e seklet och började i juni 1882 att användas för att borra en 1,84 km lång kalkbergstunnel på brittiska sidan av Engelska kanalen och en 1 669 meter lång tunnel från franska Sangatte på europeiska fastlandet, som var smygstarten på bygget av en planerad tunnel under Engelska kanalen vilket dock stoppades redan efter nio månader med anledning av britternas rädsla för att en fast förbindelse kunde användas som väg för invasion. Först mer än hundra år senare, år 1988 (samma år som Seikantunneln mellan Hokkaido och största japanska ön Honshu var färdigbyggd), återstartade ett bygge av den planerade Kanaltunneln, vilket gjordes med totalt elva tunnelborrmaskiner, och slutfördes den 6 maj 1994 då tunneln invigdes av dåvarande franske presidenten François Mitterrand och brittiska regerande drottningen Elizabeth.
Arbetet för tunneldrivningen i Hallandsåsprojektet inleddes med användning av en fullortsborrmaskin med nominellt 9,4 meter i tunneldiameter, som dock tvingades avbrytas ganska snart avbrytas p.g.a. bristande hållfasthet i berget som inte klarade den erforderliga inspänningen av maskinen mot tunnelväggen och som var kraftigt grundvattenförande och därigenom orsakade stora problem vid försök att avtäta vatteninträngningen. Man övergick då till konventionell tunneldrivning med borrning/sprängning/utlastning av krossat berg i steg om cirka 3–4 meters borrdjup som dock kräver ett större efterarbete av den ojämna tunnelväggen. I senare del av tunnelarbetet återgick man till användning av en fullortsborrmaskin. (Den vanligaste diametern för fullortsborrmaskiner ligger i området 6–7 meter. Över detta diameterområde tillgrips oftast konventionell tunneldrivning med borrning/sprängning i steg om 3–4 meter utsprängd berglängd i taget.)

En geologisk undersökning av Ålands hav, gjord av finske geoteknikern Usko Anttikoski, inför ett eventuellt bygge av fast förbindelse mellan Sverige och Finland via Åland, har visat att undervattensberget är mjukt mellan Norrtälje och Åland, och därmed av bristande hållfasthet liksom i Hallandsåsen, och för att undvika nya sådana problem i ett bygge av den föreslagna Ålandsförbindelsen, bör en undervattenstunnel därför byggas längre norrut utanför Östhammar, där berggrunden har tillfredsställande hållfasthet.